# Down (film)
Down is een Nederlands-Amerikaanse speelfilm uit 2001, geregisseerd door Dick Maas. Het is een remake van Maas' eerdere Nederlandstalige film De Lift, die zich in Amstelveen afspeelt.
In eerste instantie zou de film "The Elevator" gaan heten, later is dat veranderd in "Down". In de VS is de film verschenen onder de naam "The Shaft".

## Verhaal
De film gaat over drie snelliften in het Millennium Building, een hoog gebouw in New York. Wanneer de bliksem inslaat raken de liften ontregeld. Liftmonteurs Mark (James Marshall) en Jeffrey (Eric Thal) worden naar het gebouw gestuurd om de zaak te onderzoeken, maar ze kunnen geen fouten vinden. Dan pleegt de lift een aantal moorden, onder andere door middel van verstikking en onthoofding. Als journaliste Jennifer Evans (Naomi Watts) zich in de zaak mengt, komt Mark erachter dat er meer aan de hand is...

## Rolverdeling
| Acteur             | Personage                               |
| ------------------ | --------------------------------------- |
| James Marshall     | Mark Newman                             |
| Eric Thal          | Jeffrey                                 |
| Naomi Watts        | Jennifer Evans                          |
| Michael Ironside   | Gunter Steinberg                        |
| Edward Herrmann    | Milligan                                |
| Dan Hedaya         | Inspecteur McBain                       |
| Ron Perlman        | Mitchell                                |
| Kathryn Meisle     | Mildred                                 |
| Martin McDougall   | Beveiliger Andy                         |
| John Cariani       | Beveiliger Gary                         |
| David Gwillim      | Blinde man (Mr. Faith)                  |
| William Vanderpuye | Murphy (als Will Vanderpuye)            |
| Peter Banks        | Onderhoud chef                          |
| Cynthia Abma       | Zwangere vrouw #1                       |
| Margot Steinberg   | Zwangere vrouw #2                       |
| Mylène d'Anjou     | Zwangere vrouw #3                       |
| Elaine English     | Zwangere vrouw #4                       |
| Miranda Bergen     | Zwangere vrouw #5                       |
| Jennifer Bills     | Zwangere vrouw #6                       |
| Angela Schijf      | Tracy (kapster #1)                      |
| Daniëlla Mercelina | Kapster #2                              |
| Peer Mascini       | Opgewonden verkoper                     |
| Sasha Woman        | Prostituee #1                           |
| Bobbi Eden         | Prostituee #2 (als Priscilla Hendrikse) |

## Trivia
- De release van de film  werd door de aanslagen op 11 september 2001 in de Verenigde Staten algauw het slachtoffer van een onschuldig bedoelde grap die door de actualiteit ineens macaberder overkomt dan bedoeld was. In de film wordt in terzijdes gerefereerd aan een eerdere aanslag op het WTC in 1993 en de grap valt dat Osama bin Laden misschien met de lift geknoeid heeft.